# Ioan Bianu
Ioan C. Bianu (n. 8 septembrie 1856, Făget, România – d. 13 februarie 1935, București, România) a fost un filolog și bibliograf român, membru titular și președinte al Academiei Române.

## Biografie
Ioan Bianu s-a născut la Făget, un sat de pe valea Târnavelor, în 1856, într-o familie de țărani români uniți. A urmat Liceul confesional greco-catolic „Sfântul Vasile” din Blaj, având îndrumător pe canonicul Timotei Cipariu și profesor pe vicarul diecezan, Ioan Micu Moldovan.
La Blaj, Ioan Bianu a fost găzduit de canonicul, profesorul și istoricul Ioan Micu Moldovan, cel cunoscut ca fiind un „alter ego” al Episcopului Inochentie Micu Klein. Aici a deprins noțiunile de bază în istoria poporului român, limba și literatura română și cultura națională.
A absolvit Facultatea de Litere din București, după care, în 1888, cu sprijinul oferit de Alexandru Odobescu și Bogdan Petriceicu Hașdeu, și-a continuat studiile la Milano, Madrid și Paris. A fost profesor de limba și literatura română la Liceul „Sfântul Sava” și șeful primei Catedre de Istoria Literaturii Române, la Facultatea de Litere și Filosofie din București. În 1884 a devenit directorul Bibliotecii Academiei, instituție pe care a condus-o până la sfârșitul vieții. A organizat biblioteca Academiei, înzestrând-o cu un număr mare de manuscrise, cărți și periodice. Pentru a se documenta a făcut o serie de călătorii în Rusia, Marea Britanie, Germania etc., unde a vizitat numeroase biblioteci și s-a interesat de modul lor de organizare și funcționare.
După decenii de căutări și experiențe în organizarea diferitelor tipuri de biblioteci, a adus în știința cărții românești, pentru prima dată, o concepție biblioteconimică exactă, bazată pe redefinirea structurală a bibliotecii însăși. A elaborat și a pus în aplicare, de la 30 martie 1884, un Regulament pentru Biblioteca Academiei, care definea cadrul organizatoric general al acestei instituții și liniile de perspectivă ale evoluției sale. A dezvoltat cu pricepere organizarea bibliotecii, în anii 1903 și 1905, odată cu creșterea semnificativă a colecțiilor, a operat marea separare biblioteconomică a cărților de periodice. A adoptat în 1903 așezarea pe formate, iar în 1908 a introdus sistemul de clasificare Otto Hardwig (al Bibliotecii Universității din Halle), la care însă a renunțat în 1945 în favoarea Clasificării Zecimale Universale.
Activitatea deosebită i-a adus alegerea ca membru corespondent al Academiei Române în 1887 și ca membru titular în 1902. În 1927 Ioan Bianu a devenit secretar general al acestei instituții pentru ca în 1929 să fie numit președintele ei, iar între 1932 și 1935 vicepreședinte.

## Posteritate
Sub conducerea lui Bianu s-au alcătuit mari lucrări de bibliografie, între care primele trei volume din Bibliografia românească veche, 1508 - 1830 (1903 - 1936) și Catalogul manuscriptelor românești (3 vol., 1907 - 1931). A editat numeroase texte vechi. A fost unul dintre autorii principali ai reformei ortografice din 1904 a Academiei, reformă care a reprezentat un pas important în introducerea principiului fonetic în scrierea limbii române. Tot sub îndrumarea lui, s-a organizat primul Congres Național al Bibliotecarilor (București, 1924) și prima Asociație a Bibliotecarilor din România (la 15 septembrie 1924), al cărei președinte a devenit.
Dimitrie A. Sturdza, vorbind despre munca deosebită depusă de Ioan Bianu la Biblioteca Academiei, spunea: „Și noi simțim o mare satisfacție de a fi crescut un bărbat care ocupă astăzi un loc de frunte în știință și învățătură și care a devenit pentru noi nu numai un slujbaș vrednic, dar un ajutor indispensabil”.
Nicolae Iorga îl aprecia pe Bianu ca fiind „întemeietorul cel adevărat, păzitorul statornic și harnicul străjer” al Bibliotecii Academiei Române.

## Opera
Ioan Bianu a elaborat numeroase studii despre literatura veche, a promovat cercetarea folclorului și a inițiat prima serie românească de publicații folclorice și etnografice.

### Scrieri
- Bibliografia românească veche (BRV), Tomul I: 1508-1716, Edițiunea Academiei Române, 1903
- Bibliografia românească veche, Tomul II: 1716-1808, Edițiunea Academiei Române, 1910
- Bibliografia românească veche, Tomul III: 1809-1830, Edițiunea Academiei Române, 1936
- Catalogul manuscriptelor românești, Tomul I: Numerele 1-300, Edițiunea Academiei Române, 1907
- Catalogul manuscriptelor românești, Tomul II: Numerele 301-728, Edițiunea Academiei Române, 1913
- Catalogul manuscriptelor românești, Tomul III: Numerele 729-1061, Edițiunea Academiei Române, 1931
- Contributiuni privitoare la originea și moartea Mitropolitului Moldovei Dosofteiu, 1920,
- Despre introducerea limbii românești în biserica românilor (discursul de recepție în Academia Română, susținut în 1904)
- Documente românești: reproduse după originale sau după fotografii, Edițiunea Academiei Române, 1907
- Momente culturale cu o notiță biografică, 1904
- Poesia satirică la români: studiŭ literarŭ, 1881